# Еммі Россум
Еммануе́ль «Еммі» Грей Ро́ссам (англ. Emmanuelle «Emmy» Grey Rossum; нар. 12 вересня 1986) — американська акторка, телевізійна режисерка та співачка. Найбільш відома за роллю Фіони Ґаллагер у телесеріалі «Безсоромні».

## Біографія
Еммі Россам народилася 12 вересня 1986 року в місті Нью-Йорк. Виховувалася матір'ю, оскільки батьки розійшлись ще до її народження. Її мати єврейка, яка має українське походження, а батько протестант. У ранньому віці став проявлятися талант до співу, і з 7 років вона виступає на сцені в складі дитячого хору Метрополітен-опери. 
Її назвали на честь прадіда, чиє ім’я було Емануель, використовуючи жіночий рід. 
Навчалась у Spence School, приватній школі на Манхеттені, протягом багатьох років, перш ніж кинути її, щоб продовжити кар'єру. Вона отримала атестат середньої школи у п’ятнадцять років на онлайн-курсах, які пропонуються Програмою освіти для обдарованої молоді (EPGY) Стенфордського університету. Вона також була зарахована до Колумбійського університету, де вивчала французьку мову, історію мистецтва та філософію

## Кар'єра
Телевізійний дебют відбувся у серпні 1997 року, вона виконала роль Ебіґейл Вільямс у телесеріалі «Як обертається світ».
У 2006 році Россум з'явивилась в «Посейдоні», рімейку Вольфганга Петерсена до фільму-катастрофи «Пригода Посейдона». Вона зіграла Дженніфер Ремсі, дочку персонажа Курта Рассела. Россум описала персонажа як активного та сильного в будь-яких ситуаціях, а не як дівчину в біді.Россум також з'явилася в ролі Джульєтти Капулетті в постановці Вільямстаунського театрального фестивалю 2006 року «Ромео і Джульєтта» Вільяма Шекспіра.
На початку 2009 року Россум з'явився в погано прийнятій Dragonball Evolution. Наступним її проектом на великому екрані був інді-серіал, який був офіційним відбором кінофестивалю Санденс у 2009 році. У листопаді 2009 року Россум з'явився у бродвейських п'єсах «24 години», в яких актори, письменники та режисери співпрацюють, щоб створити та виконати шість одноактних п'єс протягом 24 годин на користь Urban Arts Partnership. Россум з'явився у фільмі Уоррена Лейта «Хліб насущний» режисера Люсі Тібергієн.
У грудні 2009 року Россум приєднався до акторського складу драматичного серіалу Showtime «Безсоромники», заснованого на однойменному британському серіалі. У серіалі зіграють Вільям Х. Мейсі.Россум грає найстаршу сестру багатодітної сім'ї без матері, яка виконує функції опікуна/прийомної матері для своїх п'яти молодших братів і сестер. Серіал отримав постійне визнання, а роль Россум отримала загальну оцінку. Вона дебютувала в якості режисера в четвертому епізоді сьомого сезону «Я — буря». У грудні 2016 року Россум була в суперечці з продюсерами серіалу щодо її бажання отримати зарплату, рівну зарплаті співробітниці. -зірка Мейсі та оплата за різницю протягом семи сезонів, що було вирішено пізніше того ж місяця. Після цієї новини, Shameless було продовжено на восьмий сезон, який розпочав виробництво в 2017 році.У серпні 2018 року Россум оголосила про свій відхід із Shameless після дев'яти сезонів.

## Фільмографія

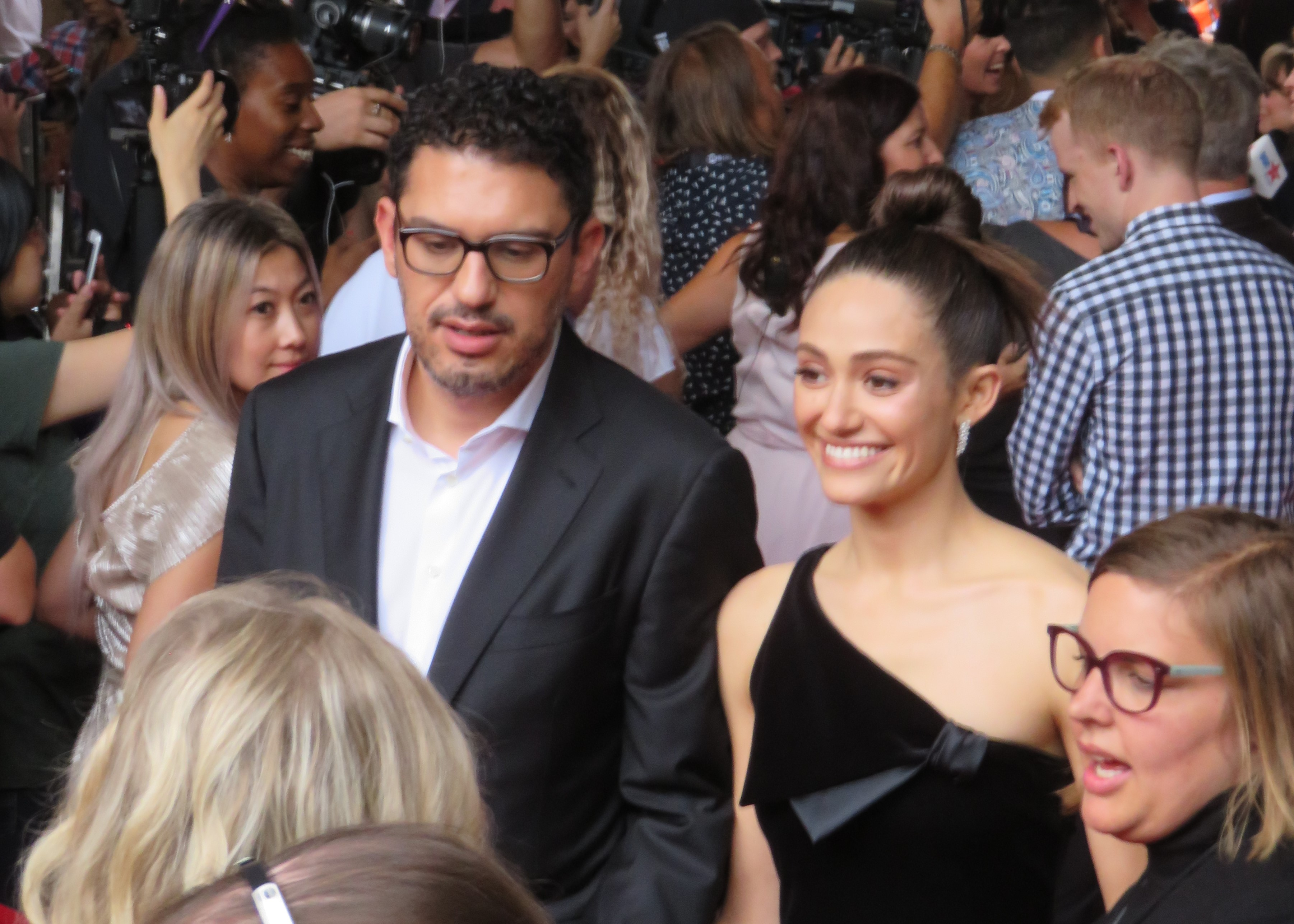
Еммі Россом зі своїм чоловіком Семом Есмейлом. 2018 рік

| Рік         | Фільм                     | Оригінальна назва        | Роль                      |
| ----------- | ------------------------- | ------------------------ | ------------------------- |
| Кінофільми  |                           |                          |                           |
| 1996        | Ґрейс і Ґлорія            | Grace & Glorie           | Луенн                     |
| 1998        | Тільки любов              | Only Love                | Лілі                      |
| 1999        | Геній                     | Genius                   | Клер Едісон               |
| 2000        | Історія Одрі Гепберн      | The Audrey Hepburn Story | Одрі Гепберн у молодості  |
| 2000        | Ловець пісень             | Songcatcher              | Дедаліс Слоукамб          |
| 2000        | Від долі не втечеш        | It Had To Be You         | молода дівчина            |
| 2001        | Американська рапсодія     | An American Rhapsody     | Шейла (у віці 15 років)   |
| 2001        | Рок відплати              | Happy Now                | Нікі Трент / Дженні Томас |
| 2002        | Апасіоната                | Passionada               | Вікі Амонте               |
| 2003        | Нола                      | Nola                     | Нола                      |
| 2003        | Таємнича річка            | Mystic River             | Кеті Маркум               |
| 2004        | Післязавтра               | The Day After Tomorrow   | Лора Чепмен               |
| 2004        | Привид опери              | The Phantom of the Opera | Кристина Дае              |
| 2006        | Посейдон                  | Poseidon                 | Дженніфер Ремсі           |
| 2009        | Перлини дракона: Еволюція | Dragonball Evolution     | Булма Брівз               |
| 2009        | Виклик                    | Dare                     | Алекса Волкер             |
| 2011        | Всередині                 | Inside                   | Кристина Перассо          |
| 2013        | Чарівні створіння         | Beautiful Creatures      | Рідлі Дюкейн              |
| 2014        | Ти не ти                  | You’re Not You           | Бек                       |
| 2019        | Холодна помста            | Cold Pursuit             | Кім Даш, детектив         |
| Телесеріали |                           |                          |                           |
| 1997        | Закон і порядок           | Law & Order              | Елісон Мартін             |
| 1998        | Їхня власна воля          | A Will of Their Own      | молода Сара               |
| 1999        | Нишпорки                  | Snoops                   | Керолін Білс              |
| 1999        | Як обертається світ       | As the World Turns       | Ебігейл Вільямс           |
| 2001        | Практика                  | The Practice             | Еліссон Еліссон           |
| 2011 —      | Безсоромні                | Shameless                | Фіона Ґаллагер            |

## Дискографія
- 2007: Inside Out
- 2007: Carol of the Bells
- 2013: Sentimental Journey